# السكاكي
يوسف بن أبي بكر السَّكَّاكي (555 - 626 هـ / 1160 - 1229 م) هو عالم بالعربية والأدب، من أهل خوارزم.
هو سراج الدين أبو يعقوب يوسف بن أبي بكر محمد بن علي السَّكَّاكي الخوارزمي الحنفي. ولد سنة 555 هـ / 1169 م في خوارزم، وتوفى في قرية الكندي من قرى الماليع في سنة 626 هـ / 1229 م.

## آثاره
من آثاره:
- «مفتاح العلوم»، وهو مطبوع.
- «كتاب الجمل» وهو شرح لكتاب الجمل لعبد القاهر الجرجاني.
- «التبيان».
- «الطلسم» وهو باللغة الفارسية.
- «رسالة في علم المناظرة».[6]